# Heaven Shall Burn
Heaven Shall Burn is een melodieuze deathmetal/metalcoreband uit Duitsland die gevormd is in 1996. Ze hebben een contract bij Century Media. Ze brachten de demo "Consense" uit en verscheidene albums. Ze combineren hun muziek met onder meer anti-racistische teksten en teksten tegen sociale ongelijkheid.

## Bezetting
Huidige leden
- Marcus Bischoff - zanger
- Maik Weichert - gitaar
- Eric Bischoff - basgitaar
- Christian Bass - drums
- Alexander Dietz - gitaar

Oud-leden
- Patrick Schleitzer - gitaar

## Discografie
Studioalbums
- 2000: "Asunder"
- 2002: "Whatever It May Take"
- 2004: "Antigone"
- 2006: "Deaf to Our Prayers"
- 2007: "Whatever It May Take" (heruitgave)
- 2008: "Iconoclast (Part 1: The Final Resistance)"
- 2010: "Invictus"
- 2013: "Veto"
- 2016: "Wanderer"
- 2020: "Of Truth and Sacrifice"

Singles & ep's
- 1998: "In Battle There Is No Law" (ep)

Splits
- 1999: "Heaven Shall Burn/Fall of Serenity"
- 2001: "Caliban vs. Heaven Shall Burn - The Split Program"
- 2005: "Tsunami Benefit CD-Single"
- 2005: "The Split Program II"

Verzamelalbums
- 2002: "In Battle... (There Is No Law)"

Livealbums
- 2009: "Decade of Expression"